# Antonio Possamai
Dom Antonio Possamai, SDB (Ascurra, 5 de abril de 1929 – Porto Velho, 27 de outubro de 2018) foi um bispo católico brasileiro, Bispo emérito de Ji-Paraná.

## Biografia
Antonio Possamai fez sua profissão religiosa junto aos Salesianos de Dom Bosco em 31 de janeiro de 1948. Formou-se em Filosofia em São João del-Rei e Teologia no Instituto Pio XI em São Paulo.
Foi ordenado presbítero em 8 de dezembro de 1957. Foi pároco e vice inspetor da Inspetoria São Pio X em Porto Alegre, de 1963 a 1972; inspetor na Inspetoria São Luiz Gonzaga em Recife, de 1976 a 1982.
Nomeado primeiro bispo diocesano de Ji-Paraná em 4 de março de 1983, recebeu a ordenação episcopal em 15 de maio, em Ascurra, através de Dom Gregório Warmeling, acompanhado de Dom Bonifácio Piccinini, SDB, e Dom Tito Buss.
Seu lema episcopal era “Enviou-me para evangelizar os pobres”. Foi o consagrador Principal de Dom José Jovêncio Balestieri, SDB (1991).
Foi colaborador da Comissão Pastoral da Terra, da qual foi um dos fundadores, e reconhecido por seu apoio aos trabalhadores rurais, indígenas, migrantes e Comunidades Eclesiais de Base. Por suas lutas e denúncias de corrupção, foi ameaçado de morte. Também assumiu diversas posições na Conferência Nacional dos Bispos do Brasil, inclusive como presidente da Regional Norte I e vice-presidente da Comissão Episcopal para a Amazônia.
Após 24 anos de governo diocesano, teve seu pedido de renúncia ao munus pastoral, por limite de idade, aceito em 11 de abril de 2007, aos 78 anos. Após isso, passou a residir em Porto Velho e colaborar na Paróquia São João Bosco.
D. Antonio faleceu na UTI do Hospital 9 de julho, em Porto Velho, vítima de uma parada cardiorrespiratória, após dezessete dias de internação com diversas complicações. Foi velado na paróquia São João Bosco, e a missa de corpo presente foi presidida por dom Roque Paloschi.